# 音障

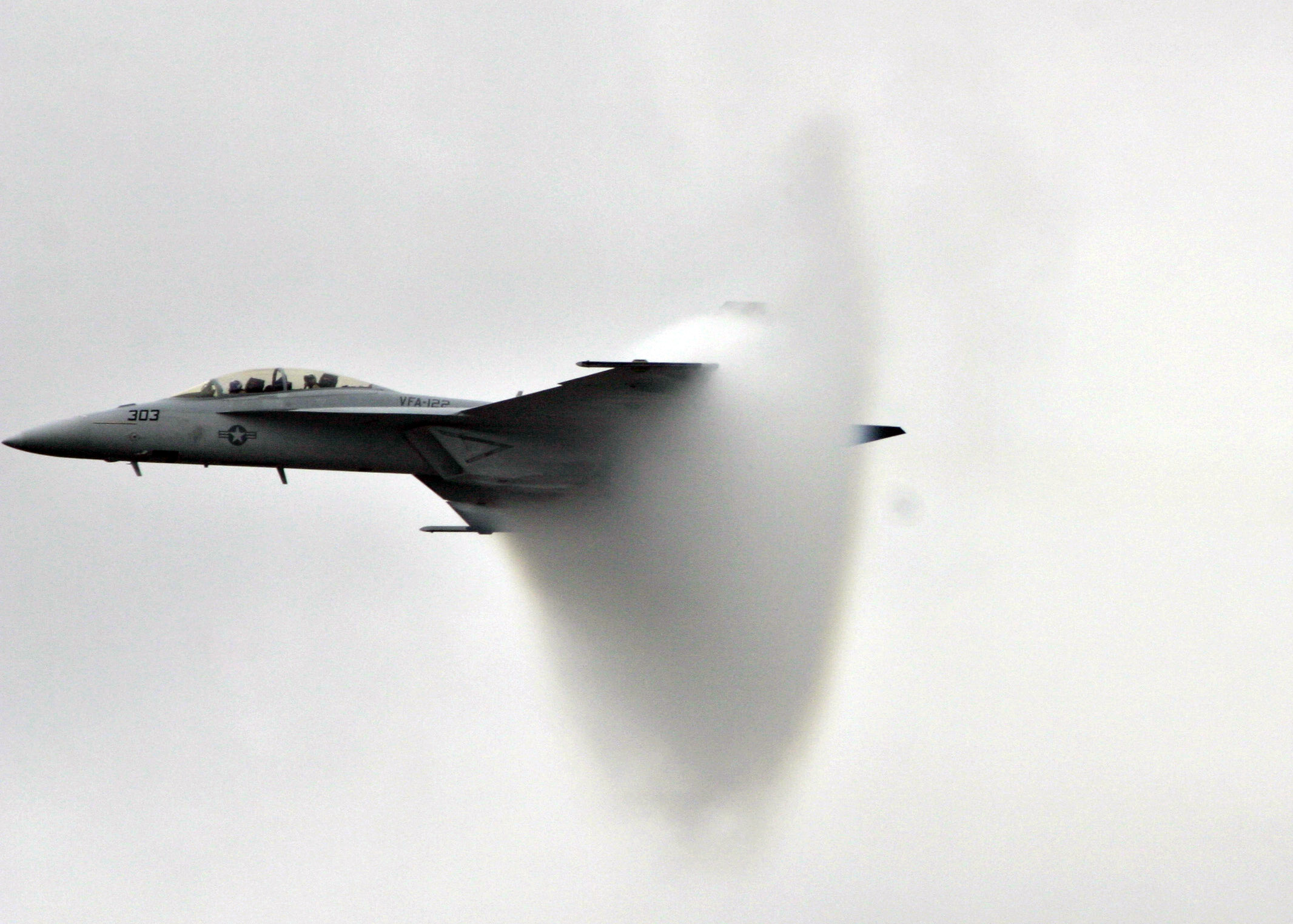
一架正在穿越音障的美國海軍F/A-18F超級大黃蜂戰鬥機，注意到機身周圍激波面附近由于普朗特-格劳厄脱奇点（Prandtl-Glauert singularity）效应產生的圓錐形雲霧。

音障（英語：Sound barrier），是一種物理現象。當物體（通常是航空器）的速度接近音速時，將會逐漸追上自己發出的聲波。此时，由于机身对空气的压缩无法迅速传播，将逐渐在飞机的迎风面及其附近区域积累，最终形成空气中壓力、温度、速度、密度等物理性质的一个突变面——激波（Shock Wave，又译冲击波、骇波或震波）面。激波的形成是超音速飞行的典型特征。激波面将增加空气对飛行器的阻力，這種因為音速造成提升速度的障礙俗稱為音障。另外，在早期飞机的设计中，由于对跨音速空气动力学了解尚少，所以曾多次发生飞机试图超越音速时解体或者失控坠毁的严重事故，有人把这一时期困扰飞机制造业的难题也称为“音障”。1947年10月14日，贝尔X-1型研究机首次突破音障。
飞行器進入超音速飞行形成的激波面，是声学能量的高度集中面，又称音錐。音锥在听觉上是一声短暂而极其强烈（可能超越人耳听力上限的）的爆炸声，故稱為「音爆」或「聲爆」。強烈的音爆不僅會對地面建築物產生損害，也会给飛行器本身跨越衝擊面的部分造成巨大的压力，所以各国一般都禁止超音速飞机在住宅区上空突破音速。
除此之外，跨音速飞行常常伴随的一个效应称为普朗特-格劳厄脱凝结云（Prandtl-Glauert condensation clouds），其特徵是一個以飞机為中心軸、从机翼前段开始向四周均勻擴散的圓錐狀雲團。这是由於机翼引起气流加壓加速，進而引起水气凝结导致。水气凝結變成微小的水珠後，肉眼看來就像是雲霧般的狀態。這個高速区會隨著離機身的距離增加而迅速消失。值得一提的是，普朗特-格劳厄脱凝结云并非只能在跨音速飞行中看到，与激波也没有必然的联系，它仅仅表徵了空气具有一定的可压缩性。在合适的条件下，尚未接近音速的飞机也能在自己周围产生普朗特-格劳厄脱凝结云。